# Ulrich Ensingen
Ulrich Ensingen (ou Ensinger) (ca. 1350 – Estrasburgo, 10 de fevereiro de 1419) foi um arquiteto medieval alemão.
Concebeu os planos para a torre principal da Catedral de Ulm (a mais alta torre de igreja existente) e foi um dos arquitetos da Catedral de Estrasburgo.